# Билтен (1941 – 1942, Гостивар)
„Билтен“ (тоест Бюлетин) е нелегален комунистически вестник, орган на Местния комитет на Югославската комунистическа партия в Гостивар, тогава под българско управление.
Вестникът излиза от октомври 1941 до февруари 1942 година. Издадени са 5-6 броя, но не са запазени екземпляри.